# Port de Komich-Bouroun
Le port de Komich-Bourou (en russe : Керченский морской порт Камыш-Бурунet en ukrainien : Керченський морський порт «Комиш-Бурун»est un port maritime de la mer Noire dépendant de la ville de Kertch.

## Histoire
Il est situé dans le district d'Archyntsevo anciennement Kamych-Bouroun.